# Municipio 2 Jonesboro
El municipio 2 Jonesboro (en inglés: Township 2, Jonesboro) es un municipio ubicado en el  condado de Lee en el estado estadounidense de Carolina del Norte. En el año 2010 tenía una población de 12.859 habitantes.

## Geografía
El municipio 2 Jonesboro se encuentra ubicado en las coordenadas 35°26′8.94″N 79°8′41.86″O / 35.4358167, -79.1449611.